# Corel Painter
Corel Painter — программа, предназначенная для цифровой живописи и рисунка. С помощью графического планшета художник может работать с виртуальными инструментами в этой программе так же легко, как и с обычными карандашом или кистью. Интерфейс программы разработан в контексте создания цифровой живописи с «чистого листа».
Функции:
- Имитация традиционных средств живописи (карандаш, пастель, масляные краски, акварель, аэрограф; в сумме около 200 инструментов и их вариаций).
- Цифровые средства живописи (около 200 разнообразных кистей и эффектов), система работы со слоями и их наложением, маски, каналы цвета.
- Вспомогательные инструменты (ластик, мастихин, осветлитель, затемнитель и т. п.).

1. Также есть возможность настраивать текущие инструменты/средства или создавать свои собственные.

## История
Разработчик — Fractal Design Corp.:
- 1992 — Painter v1.2
- 1993 — Painter v2
- 1993 — Painter v3
- 1995 — Painter v4
- 1997 — Painter v5

Разработчик — Meta Creations Corp.:
- 1998 — Painter v5.5
- 1999 — Painter v6
Эта версия примечательна многим: появились основные цифровые инструменты и реализованы концепции, сделавшие Painter популярным среди профессиональных художников. Несмотря на давность года выпуска, версия 6 остаётся удобным и мощным инструментом для цифрового художника. Патч до версии 6.1 от фирмы Corel позволяет работать со слоями так же легко, как и в последующих версиях. Ограничения версий 6 и 6.1: файл подкачки системы не должен быть больше 1 Гб, минимальный объём оперативной памяти — 1 Гб.

Разработчик — Corel:
- 2001 — Painter v7
- 2003 — Painter v8
В этой версии изменился интерфейс программы (приближен к Photoshop). Существует патч до версии 8.1 — он добавляет возможность создавать свою панель кистей.
- 2004 — Painter v9 (IX)
В 2005 г. выпущен патч до версии 9.1, исправляющий повреждения цветов при многократном сохранении рисунка.
- 2006 — Painter v10 (X)
- 2009 — Painter v11 (XI)
- 2011 — Painter v12 (XII)
- 2014 — Painter 2015
- 2015 — Painter 2016

- 2016 — Painter 2017
- 2017 — Painter 2018
- 2018 — Painter 2019
- 2019 — Painter 2020
- 2020 — Painter 2021
- 2021 — Painter 2022